# Ereklasse korfbal 2010-2011
De Ereklasse is de hoogste competitie voor het Nederlandse veldkorfbal. Deze competitie wordt gespeeld via 2 poules, genaamd Ereklasse A en Ereklasse B. In elke poule zitten 6 teams. Elk team speelt 10 wedstrijden in het totale seizoen. Uit beide poules degradeert de onderste club direct. De bovenste 2 teams uit elke poule gaan door naar de kruisfinales. In die kruisfinales speelt de nummer 1 van Ereklasse A tegen de nummer 2 van Ereklasse B en de nummer 1 uit Ereklasse B speelt tegen de nummer 2 van de Ereklasse A. Deze kruisfinales zijn 1 wedstrijd en de beide winnaar spelen de landelijke veldfinale.
Het hele seizoen start in september, om te pauzeren begin oktober. Dan verplaatst korfbal naar de zaal en start de Korfbal League. Na het zaalseizoen hervat de veldcompetitie weer waar het gebleven was.

## Teams
| Club                    | Ereklasse Poule | Plaats              | Coach              |
| ----------------------- | --------------- | ------------------- | ------------------ |
| AKC Blauw-Wit           | B               | Amsterdam           | Jan Niebeek        |
| Nic.                    | B               | Groningen           | Mike Vlietstra     |
| Dalto/Klaverblad        | A               | Driebergen          | Herman van Gunst   |
| Deetos/Snel Volhuis     | A               | Dordrecht           | Hans Leeuwenhoek   |
| DOS'46                  | B               | Nijeveen            | Daniël Hulzebosch  |
| KVS                     | A               | Scheveningen        | Steven Mijnsbergen |
| Fortuna/Delta Logistiek | B               | Delft               | Wouter Blok        |
| Koog Zaandijk           | B               | Koog aan de Zaan    | Remco Boer         |
| SKF                     | A               | Veenendaal          | Floris Stam        |
| PKC/Lukassenboer        | A               | Papendrecht         | Ben Crum           |
| TOP/Wereldtickets.nl    | A               | Sassenheim          | Hans Heemskerk     |
| Tempo                   | B               | Alphen aan den Rijn | Dirk Sercu         |

## Seizoen
Ereklasse A
| pos | club                 | gs | w | g | v | pnt | dv  | dt  | dt  |
| --- | -------------------- | -- | - | - | - | --- | --- | --- | --- |
| 1.  | TOP/Wereldtickets.nl | 10 | 9 | 1 | 0 | 19  | 185 | 153 | +32 |
| 2.  | PKC/LukassenBoer     | 10 | 6 | 0 | 4 | 12  | 190 | 159 | +31 |
| 3.  | DeetosSnel/Volhuis   | 10 | 5 | 0 | 5 | 10  | 146 | 148 | -2  |
| 4.  | KVS                  | 10 | 4 | 1 | 5 | 9   | 158 | 158 | +0  |
| 5.  | Dalto                | 10 | 3 | 0 | 7 | 6   | 163 | 179 | -16 |
| 6.  | SKF                  | 10 | 2 | 0 | 8 | 4   | 129 | 177 | -48 |

Ereklasse B
| pos | club          | gs | w | g | v | pnt | dv  | dt  | dt  |
| --- | ------------- | -- | - | - | - | --- | --- | --- | --- |
| 1.  | AKC Blauw-Wit | 10 | 7 | 2 | 1 | 16  | 158 | 149 | +9  |
| 2.  | Fortuna/MHIR  | 10 | 4 | 2 | 4 | 10  | 156 | 147 | +9  |
| 3.  | Nic.          | 10 | 3 | 3 | 4 | 9   | 143 | 130 | +13 |
| 4.  | Koog Zaandijk | 10 | 3 | 3 | 4 | 9   | 148 | 142 | +6  |
| 5.  | DOS'46        | 10 | 4 | 1 | 5 | 9   | 155 | 163 | -8  |
| 6.  | Tempo         | 10 | 2 | 3 | 5 | 7   | 119 | 148 | -29 |

## Play-offs en Finale
|  | Halve finale | Halve finale         | Halve finale     |    |               | Finale               | Finale | Finale |
|  |              |                      |                  |    |               |                      |        |        |
|  | A1           | TOP/Wereldtickets.nl | 19               |    |               |                      |        |        |
|  | B2           | Fortuna/MHIR         | 12               |    |               |                      |        |        |
|  | B2           | Fortuna/MHIR         | 12               |    | A1            | TOP/Wereldtickets.nl | 15     |        |
|  |              |                      |                  |    | A1            | TOP/Wereldtickets.nl | 15     |        |
|  |              | A2                   | PKC/Lukassenboer | 12 |               |                      |        |        |
|  | B1           | A2                   | PKC/Lukassenboer | 12 | AKC Blauw-Wit | 14                   |        |        |
|  | B1           |                      |                  |    | AKC Blauw-Wit | 14                   |        |        |
|  | A2           | PKC/Lukassenboer     | 19               |    |               |                      |        |        |

| Veldkampioen van Nederland 2011 |
| ------------------------------- |
| TOP/Wereldtickets.nl            |

## Promotie/Degradatie
De onderste ploeg uit Ereklasse A en de onderste ploeg uit Ereklasse B degraderen direct. Uit de Hoofdklasse promoveren dan 2 teams, die dan verdeeld worden over de Ereklasse poules.
Aan het eind van seizoen 2010-2011 degraderen Tempo en SKF.
Uit de Hoofdklasse promoveert OVVO/De Kroon en Mid-Fryslân.